# Прийст Ривър
Прийст Ривър (на английски: Priest River) е град в окръг Бонър, щата Айдахо, САЩ. Прийст Ривър е с население от 1754 жители (2000) и обща площ от 4,2 km². Намира се на 652 m надморска височина. ЗИП кодът му е 83856, а телефонният му код е 208.